# Патрикий (титул)
Патрикий (др.-греч. πατρίκιος) — один из высших византийских титулов. Этимологически слово патрикий связано с древнеримским классом патрициев (лат. patricius), однако имел совершенно иной смысл. В отличие от Рима, где это был высший титул наследственной аристократии, в Византии это был титул, который жаловался императором и не передавался по наследству. К IV веку наследственный патрициат исчез, и при императоре Константине Великом (306—337) был переосмыслен как почётное звание без определённых обязанностей. Первым носителем нового титула в 334 году стал Флавий Оптат, человек невысокого происхождения, женатый на дочери хозяина харчевни, добившийся высокого положения благодаря красоте своей жены. Согласно историку V века Зосиму, одновременно с этим был издан закон, ставивший патрикиев выше префекта претория. В первое время титул присваивался родственникам императора — сводный брат Константина Флавий Юлий Констанций в 335 году, отец супруги императора Валента II (364—378) Петроний в 364 году. Огромной властью и реальным политическим влиянием в царствование Констанция II (337—361) обладал патрикий Датиан. До 399 года в Византии других патрикиев не было, однако появился титул василеопатор.
Дальнейшую эволюцию титула патрикия связывают с амбициями евнуха Евтропия, который убедил императора Аркадия (395—408), опекуном которого он был назначен Феодосием I, сделать его патрикием и консулом. В этом качестве он, в представлении современников, обладал неограниченной властью и стоял выше сына Аркадия, императора Феодосия II (408—450). Таким образом титул приобрёл смысл отца самого василевса. Реакцией на это изменение в 421 году стало смещение занимавшего этот пост в то время евнуха Антиоха и издание законодательного запрета евнухам домогаться статуса патрикия. В V веке патрикиями становились лица, достигшие высших должностей в государственном аппарате — префекта претория, префекта города Константинополя, магистра оффиций, magister militum, квестора и других. При императоре Зиноне был принят закон, согласно которому не дозволялось достигать «великой почести патрикиата, которая превосходит все остальные» тем, кто перед этим не исполнял одну из перечисленных выше должностей. При Юстиниане I (527—565) патрикиат стал доступен для всех illustres. В VIII—X веках патрикиями становились важнейшие губернаторы и полководцы. С начала XII века титул более не упоминается.
На Западе этот титул имел большее значение, приобретя связь с высоким воинским званием magister militum, носители которого имели исключительное право на получение титула патрикия. В VIII веке титул патрикия носили короли франков.